# Tour Égée
Tour Égée, este o clădire de birouri din districtul financiar La Défense din Courbevoie, Franța. Zgârie-nori inițial a fost construit în 1999 și avea 155 de metri.